# Église Notre-Dame-du-Bon-Secours de la Désirade
Pour les articles homonymes, voir Notre-Dame-de-Bon-Secours.
L'église Notre-Dame-du-Bon-Secours de la Désirade est une église catholique située sur l'île de la Désirade, en France.

## Localisation
L'église est située dans le département français de la Guadeloupe, sur la commune de La Désirade.

## Historique
L'édifice est inscrit au titre des monuments historiques en 2013,.